# Дрегоєшть (Тіміш)
Дрегоєшть, Дрегоєшті (рум. Drăgoiești) — село у повіті Тіміш в Румунії. Входить до складу комуни Раковіца.
Село розташоване на відстані 375 км на північний захід від Бухареста, 34 км на схід від Тімішоари.

## Населення
За даними перепису населення 2002 року у селі проживали 456 осіб.
Національний склад населення села:
| Національність | Кількість осіб | Відсоток |
| -------------- | -------------- | -------- |
| румуни         | 428            | 93,9%    |
| цигани         | 20             | 4,4%     |
| українці       | 7              | 1,5%     |

Рідною мовою назвали:
| Мова       | Кількість осіб | Відсоток |
| ---------- | -------------- | -------- |
| румунська  | 449            | 98,5%    |
| українська | 7              | 1,5%     |